# Kalnciems
Kalnciems wymowaⓘ (niem. Kalnzeemsche) – wieś (w latach 1991–2010 miasto) w środkowej Łotwie. W 1690 roku urodził się tu Ernest Jan Biron.

## Demografia
- Rosjanie: 46,8%
- Łotysze: 39,8%
- Białorusini: 5,8%
- Polacy: 2,9%
- Ukraińcy: 2,3%
- Litwini: 2,3%